# Liste der Nummer-eins-Hits in Mexiko (2014)
Diese Liste der Nummer-eins-Hits basiert auf den offiziellen mexikanischen Albumcharts im Jahr 2014, die durch AMPROFON, die nationale Landesgruppe der IFPI, ermittelt werden. 

## Alben
| ← 2013 ← | Liste der Nummer-eins-Hits in Mexiko | Liste der Nummer-eins-Hits in Mexiko | Liste der Nummer-eins-Hits in Mexiko | 2015 →                    |
| \| Zeitraum \| Wo. ges. \| Interpret \| Titel \| Zusätzliche Informationen \| \| (Zeitraum, Wochen auf Platz eins, Interpret, Titel, zusätzliche Informationen) \| \| \| \| \| \| ------------------------------------------------------------------------------ \| -------- \| ------------------- \| ----------------------------- \| ------------------------- \| \| 1. Dezember 2013 – 18. Januar 2014 7 Wochen \| 7 \| One Direction \| Midnight Memories \| – \| \| 19. Januar 2014 – 8. Februar 2014 3 Wochen \| 3 \| Alejandra Guzmán \| La Guzmán: Primera fila \| – \| \| 9. Februar 2014 – 22. Februar 2014 2 Wochen \| 2 \| Bruno Mars \| Unorthodox Jukebox \| – \| \| 13. Februar 2014 – 8. März 2014 3 Wochen (insgesamt 20) \| 20 \| Los Ángeles Azules \| Cómo te voy a olvidar \| – \| \| 9. März 2014 – 15. März 2014 1 Woche \| 1 \| Romeo Santos \| Formula, Vol. 2 \| – \| \| 16. März 2014 – 8. Mai 2014 8 Wochen (insgesamt 20) \| 20 \| Los Ángeles Azules \| Cómo te voy a olvidar \| – \| \| 9. Mai 2014 – 24. Mai 2014 2 Wochen (insgesamt 5) \| 5 \| Juan Gabriel \| Mis 40 en bellas artes \| – \| \| 25. Mai 2014 – 31. Mai 2014 1 Woche \| 1 \| Coldplay \| Ghost Stories \| – \| \| 1. Juni 2014 – 14. Juni 2014 2 Wochen (insgesamt 5) \| 5 \| Juan Gabriel \| Mis 40 en bellas artes \| – \| \| 15. Juni 2014 – 21. Juni 2014 1 Woche (insgesamt 20) \| 20 \| Los Ángeles Azules \| Cómo te voy a olvidar \| – \| \| 22. Juni 2014 – 28. Juni 2014 1 Woche \| 1 \| Lana Del Rey \| Ultraviolence \| – \| \| 29. Juni 2014 – 5. Juli 2014 1 Woche (insgesamt 5) \| 5 \| Juan Gabriel \| Mis 40 en bellas artes \| – \| \| 6. Juli 2014 – 16. August 2014 6 Wochen (insgesamt 20) \| 20 \| Los Ángeles Azules \| Cómo te voy a olvidar \| – \| \| 24. August 2014 – 30. August 2014 1 Woche \| 1 \| MC DAVO \| El dominio \| – \| \| 31. August 2014 – 6. September 2014 1 Woche \| 1 \| Chayanne \| En todo estaré \| – \| \| 7. September 2014 – 4. Oktober 2014 4 Wochen (insgesamt 20) \| 20 \| Los Ángeles Azules \| Cómo te voy a olvidar \| – \| \| 5. Oktober 2014 – 11. Oktober 2014 1 Woche \| 1 \| CD9 \| CD9 \| – \| \| 12. Oktober 2014 – 26. Oktober 2014 3 Wochen \| 3 \| Ilse, Ivonne & Mimi \| Primera Fila Flans \| – \| \| 27. Oktober 2014 – 2. November 2014 1 Woche \| 1 \| Taylor Swift \| 1989 \| – \| \| 3. November 2014 – 9. November 2014 1 Woche \| 1 \| Thalía \| Amore mio \| – \| \| 10. November 2014 – 16. November 2014 1 Woche \| 1 \| Ha*Ash \| Primera fila – hecho realidad \| – \| \| 17. November 2014 – 7. Dezember 2014 3 Wochen \| 3 \| One Direction \| Four \| – \| \| 8. Dezember 2014 – 1. Februar 2015 8 Wochen \| 8 \| Alejandro Fernández \| Confidencias reales \| – \| |                                      |                                      |                                      |                           |
| ← 2013 |                                      |                                      |                                      | → 2015 →                  |
| Zeitraum | Wo. ges.                             | Interpret                            | Titel                                | Zusätzliche Informationen |
| (Zeitraum, Wochen auf Platz eins, Interpret, Titel, zusätzliche Informationen) |                                      |                                      |                                      |                           |
| 1. Dezember 2013 – 18. Januar 2014 7 Wochen | 7                                    | One Direction                        | Midnight Memories                    | –                         |
| 19. Januar 2014 – 8. Februar 2014 3 Wochen | 3                                    | Alejandra Guzmán                     | La Guzmán: Primera fila              | –                         |
| 9. Februar 2014 – 22. Februar 2014 2 Wochen | 2                                    | Bruno Mars                           | Unorthodox Jukebox                   | –                         |
| 13. Februar 2014 – 8. März 2014 3 Wochen (insgesamt 20) | 20                                   | Los Ángeles Azules                   | Cómo te voy a olvidar                | –                         |
| 9. März 2014 – 15. März 2014 1 Woche | 1                                    | Romeo Santos                         | Formula, Vol. 2                      | –                         |
| 16. März 2014 – 8. Mai 2014 8 Wochen (insgesamt 20) | 20                                   | Los Ángeles Azules                   | Cómo te voy a olvidar                | –                         |
| 9. Mai 2014 – 24. Mai 2014 2 Wochen (insgesamt 5) | 5                                    | Juan Gabriel                         | Mis 40 en bellas artes               | –                         |
| 25. Mai 2014 – 31. Mai 2014 1 Woche | 1                                    | Coldplay                             | Ghost Stories                        | –                         |
| 1. Juni 2014 – 14. Juni 2014 2 Wochen (insgesamt 5) | 5                                    | Juan Gabriel                         | Mis 40 en bellas artes               | –                         |
| 15. Juni 2014 – 21. Juni 2014 1 Woche (insgesamt 20) | 20                                   | Los Ángeles Azules                   | Cómo te voy a olvidar                | –                         |
| 22. Juni 2014 – 28. Juni 2014 1 Woche | 1                                    | Lana Del Rey                         | Ultraviolence                        | –                         |
| 29. Juni 2014 – 5. Juli 2014 1 Woche (insgesamt 5) | 5                                    | Juan Gabriel                         | Mis 40 en bellas artes               | –                         |
| 6. Juli 2014 – 16. August 2014 6 Wochen (insgesamt 20) | 20                                   | Los Ángeles Azules                   | Cómo te voy a olvidar                | –                         |
| 24. August 2014 – 30. August 2014 1 Woche | 1                                    | MC DAVO                              | El dominio                           | –                         |
| 31. August 2014 – 6. September 2014 1 Woche | 1                                    | Chayanne                             | En todo estaré                       | –                         |
| 7. September 2014 – 4. Oktober 2014 4 Wochen (insgesamt 20) | 20                                   | Los Ángeles Azules                   | Cómo te voy a olvidar                | –                         |
| 5. Oktober 2014 – 11. Oktober 2014 1 Woche | 1                                    | CD9                                  | CD9                                  | –                         |
| 12. Oktober 2014 – 26. Oktober 2014 3 Wochen | 3                                    | Ilse, Ivonne & Mimi                  | Primera Fila Flans                   | –                         |
| 27. Oktober 2014 – 2. November 2014 1 Woche | 1                                    | Taylor Swift                         | 1989                                 | –                         |
| 3. November 2014 – 9. November 2014 1 Woche | 1                                    | Thalía                               | Amore mio                            | –                         |
| 10. November 2014 – 16. November 2014 1 Woche | 1                                    | Ha*Ash                               | Primera fila – hecho realidad        | –                         |
| 17. November 2014 – 7. Dezember 2014 3 Wochen | 3                                    | One Direction                        | Four                                 | –                         |
| 8. Dezember 2014 – 1. Februar 2015 8 Wochen | 8                                    | Alejandro Fernández                  | Confidencias reales                  | –                         |